# Solkatten
Solkatten är en svensk svartvit dramafilm från 1948 i regi av Gösta Werner. 

## Handling
Servitrisen Monica beger sig till Västerköping för att få reda på vem som egentligen var hennes far. Av tant Margareta har hon fått veta att hennes mor som dog vid förlossningen hade fyra beundrare.

## Om filmen
Filmen hade Sverigepremiär den 27 november 1948. Det gjordes även en svensk kortfilm med namnet Solkatten 2003 som inte har något med denna film att göra.

## Rollista
- Annalisa Ericson - Monica Strömfeldt
- Nils Ericson - Peter Sundström
- Georg Funkquist - Johan Petrén, fotograf
- Arnold Sjöstrand - Hedberg, kyrkoherde
- Hugo Björne - Gustav Hellström, portier
- Oscar Winge - Sven Gustafson, ägare av biografen
- Marianne Löfgren - Amanda, Svens fru
- Einar Axelsson - Arvid Bjurstedt, stationsinspektor
- Hjördis Petterson - Klara, Arvids fru
- Åke Claesson - Jörgen Bure, borgmästare
- Jan Molander - journalisten
- Naima Wifstrand - Helena

Ej krediterade:
- Julia Cæsar - Råkberg
- Hilda Borgström - tant Margareta
- Wiktor "Kulörten" Andersson - vaktmästare Enockson
- Margit Andelius - fröken Hemlin
- Christian Bratt - Erik Carle
- Birgitta Hellerstedt - Anita, hans flickvän
- Nils Hallberg
- Saga Sjöberg
- Emmy Albiin
- Kerstin Hedberg
- Inga Bucht
- Sven Melin
- Sven Ericsson